# Rally Liepāja
O Rally Liepāja é um evento internacional de rally que viaja em direção ao norte ao longo da costa do Mar Báltico, de Liepāja a Ventspils, na Letónia. O evento é uma etapa do Campeonato Europeu de Rali e do Campeonato da Letónia de Rally.

## História
O rali foi disputado pela primeira vez em 2013 como o primeiro evento internacional de automobilismo a ser realizado na Letónia desde a independência da União Soviética em 1991 e apenas o segundo evento de automobilismo depois do Grande Prémio de Motociclismo Speedway da Letónia.
Originalmente o rali foi concebido como um rali de neve e ao contrário do seu vizinho no calendário ERC, o Jänner Rallye, não era um evento baseado em asfalto mas sim um rali de neve tradicional semelhante a eventos como o Rali da Suécia. A prova inaugural foi vencida pelo piloto finlandês Jari Ketomaa ao volante de um Ford Fiesta RRC, numa participação única pela equipa britânica Autotek Motorsport no Campeonato Europeu de Ralis.
Em 2016, o rali foi transferido para setembro, tornando-se num rali de terra, antes de se estabelecer em outubro de 2017.
O rali fez parte do calendário do Campeonato Mundial de Rali em 2024. 

## Vencedores
Fonte: 
| Ano   | Piloto          | Carro                  |
| ----- | --------------- | ---------------------- |
| 2013  | Jari Ketomaa    | Ford Fiesta RRC        |
| 2014  | Esapekka Lappi  | Skoda Fabia S2000      |
| 2015  | Craig Breen     | Peugeot 208 T16 R5     |
| 2016  | Ralfs Sirmacis  | Skoda Fabia R5         |
| 2017  | Nikolai Gryazin | Skoda Fabia R5         |
| 2018  | Nikolai Gryazin | Skoda Fabia R5         |
| 2019  | Oliver Solberg  | Volkswagen Polo GTI R5 |
| 2020  | Oliver Solberg  | Volkswagen Polo GTI R5 |
| 2021  | Nikolai Gryazin | Volkswagen Polo GTI R5 |
| 2022  | Mārtiņš Sesks   | Škoda Fabia Rally2 evo |
| 2023  | Mārtiņš Sesks   | Škoda Fabia RS Rally2  |
| 2024† | Kalle Rovanperä | Toyota GR Yaris Rally1 |

† — Rali fez parte do Campeonato Mundial de Rali.